# Leucopsacus orthodocus
Leucopsacus orthodocus är en svampdjursart som beskrevs av Isao Ijima 1898. Leucopsacus orthodocus ingår i släktet Leucopsacus och familjen Leucopsacidae.
Artens utbredningsområde är havet kring Japan. Inga underarter finns listade i Catalogue of Life.